# Saint-Michel-de-Boulogne
Saint-Michel-de-Boulogne ist eine französische Gemeinde mit 148 Einwohnern (Stand 1. Januar 2022) im Département Ardèche in der Region Auvergne-Rhône-Alpes.

## Geographie
Die Gemeinde Saint-Michel-de-Boulogne liegt auf einer Anhöhe östlich der Ardèche zwischen Aubenas und Privas.

## Bevölkerungsentwicklung
| Jahr                       | 1962 | 1968 | 1975 | 1982 | 1990 | 1999 | 2009 | 2018 |
| Einwohner                  | 131  | 111  | 101  | 106  | 96   | 130  | 149  | 152  |
| Quellen: Cassini und INSEE |      |      |      |      |      |      |      |      |

## Sehenswürdigkeiten
Auf dem Gebiet der Gemeinde  befinden sich die Ruinen der Burg Boulogne.